# Danilo Arboleda
Danilo Arboleda (16 de mayo de 1995) es un futbolista colombiano que juega como defensa y su equipo actual es el Banfield de la Primera División de Argentina.
Arboleda se dio a conocer internacionalmente mientras vestía la casaca del Sheriff Tiraspol de Moldavia tras un partido en Champions League donde fue una de las figuras del encuentro frente al Real Madrid, junto con su compatriota Frank Castañeda.

## Clubes
| Club                        | Temporada           | Liga                | Liga  | Liga  | Copas | Copas | Internacional | Internacional | Otros | Otros | Total | Total |
| Club                        | Temporada           | Div.                | Part. | Goles | Part. | Goles | Part.         | Goles         | Part. | Goles | Part. | Goles |
| --------------------------- | ------------------- | ------------------- | ----- | ----- | ----- | ----- | ------------- | ------------- | ----- | ----- | ----- | ----- |
| Deportivo Cali · Colombia   | 2015                | 1.a                 | 4     | 0     | 4     | 1     | —             | —             | —     | —     | 8     | 1     |
| Patriotas Boyacá · Colombia | 2017                | 1.a                 | 35    | 2     | 8     | 0     | 4             | 0             | —     | —     | 47    | 2     |
| América de Cali · Colombia  | 2018                | 1.a                 | 31    | 3     | 2     | 0     | 1             | 0             | —     | —     | 34    | 3     |
| La Equidad · Colombia       | 2019                | 1.a                 | 26    | 0     | 1     | 0     | 8             | 0             | —     | —     | 35    | 0     |
| Deportivo Pasto · Colombia  | 2020                | 1.a                 | 19    | 1     | —     | —     | 2             | 0             | —     | —     | 21    | 1     |
| Sheriff Tiraspol Moldavia   | 2021                | 1.a                 | 12    | 0     | 2     | 0     | —             | —             | —     | —     | 14    | 0     |
| Sheriff Tiraspol Moldavia   | 2021                | 1.a                 | 17    | 3     | —     | —     | 14            | 1             | 1     | 0     | 32    | 4     |
| Sheriff Tiraspol Moldavia   | Total               | Total               | 29    | 3     | 2     | 0     | 14            | 1             | 1     | 0     | 46    | 4     |
| Al Ain · EAU                | 2022                | 1.a                 | 14    | 1     | —     | —     | —             | —             | 3     | 0     | 17    | 1     |
| Al Ain · EAU                | 2022-23             | 1.a                 | 7     | 1     | —     | —     | —             | —             | 0     | 0     | 7     | 1     |
| Al Ain · EAU                | Total               | Total               | 21    | 2     | —     | —     | —             | —             | 3     | 0     | 24    | 2     |
| Al Ahli Catar               | 2023-24             | 1.a                 | 12    | 0     | —     | —     | —             | —             | 2     | 1     | 14    | 1     |
| Wuhan Three Towns China     | 2024                | 1.a                 | 4     | 0     | —     | —     | —             | —             | —     | —     | 4     | 0     |
| Kazma SC Kuwait             | 2025                | 1.a                 | 0     | 0     | —     | —     | —             | —             | —     | —     | 0     | 0     |
| Banfield Argentina          | 2025                | 1.a                 | 0     | 0     | —     | —     | —             | —             | —     | —     | 0     | 0     |
| Total en su carrera         | Total en su carrera | Total en su carrera | 181   | 11    | 17    | 1     | 29            | 1             | 6     | 1     | 133   | 14    |

## Palmarés

### Títulos nacionales
| Título                        | Club                 | País     | Año  |
| ----------------------------- | -------------------- | -------- | ---- |
| Torneo Apertura               | Deportivo Cali       | Colombia | 2015 |
| División Nacional de Moldavia | Sheriff Tiraspol     | Moldavia | 2021 |
| División Nacional de Moldavia | Sheriff Tiraspol     | Moldavia | 2022 |
| Copa de Moldavia              | Sheriff Tiraspol     | Moldavia | 2022 |
| Etisalat Emirates Cup         | Al-Ain Football Club | EAU      | 2022 |
| UAE Pro League                | Al-Ain Football Club | EAU      | 2022 |